# Matthias Manasi
Matthias Manasi  (Berlín, 26 de diciembre de 1969) es un director de orquesta y pianista alemán. Fue director musical y director principal de la Nickel City Opera en Búfalo (Nueva York, Estados Unidos) de 2017 a 2021.

## Biografía
Manasi recibió clases de piano a los tres años y de violín a los ocho. Manasi estudió dirección de orquesta en la Universidad de Música y Artes Escénicas de Stuttgart con Thomas Ungar. Estudió piano con Andrzej Ratusiński en la Universidad de Música y Artes Escénicas de Stuttgart y con Carmen Piazzini en la Universidad de Música de Karlsruhe. Entre sus profesores se encuentran también Helmuth Rilling, Sylvain Cambreling, Kurt Masur, Georg Tintner, Gianluigi Gelmetti y Jorma Panula. Entre sus mentores y partidarios se encontraban Karl Österreicher y Ferdinand Leitner. Durante sus estudios, trabajó como asistente de Heinz Holliger, Manfred Honeck y Miguel Ángel Gómez Martínez. A los 19 años, durante sus estudios, empezó a trabajar como répétiteur (Solorepetitor) y asistente de dirección de orquesta en la Ópera Estatal de Stuttgart. Matthias Manasi debutó como director de orquesta a los 19 años con L'Histoire du soldat de Stravinsky en el Teatro Wilhelma de Stuttgart.

## Carrera musical
Manasi comenzó su carrera como director de ópera con Un ballo in maschera de Verdi en el Teatro Silesiano de Opava (Slezské divadlo Opava, República Checa). También dirigió La bohème de Giacomo Puccini, Don Giovanni y La flauta mágica de  Wolfgang Amadeus Mozart en el Teatro Silesiano de Opava. Tras finalizar sus estudios, Manasi trabajó como director de orquesta (Kapellmeister) en la Ópera de Kiel y después en el Teatro Estatal de Oldenburgo.  De 2000 a 2013, fue director principal (desde 2010 también director artístico) de la Orquesta Camerata Italiana. Con esta orquesta dirigió el estreno mundial del oratorio de Cosimo Minicozzi The Passion of Padre Pio da Pietrelcina en 2012. De 2010 a 2013, fue director musical del Festival Internacional Punta Clásico en Montevideo. Desde 2013 hasta 2016 trabajó como primer director de orquesta en la Ópera de Breslavia. En 2017, Manasi se convirtió en director musical y director principal de la Nickel City Opera en Buffalo, NY, cargo que terminó al final de la temporada 2021. De 2020 a 2024, fue director principal de la orquesta "I Solist di Milano".
Matthias Manasi ha actuado como invitado en el Theater Bremen, la Ópera Estatal de Braunschweig, el Teatro Estatal de Kassel, la Ópera Alemana de Berlin, la Ópera de Leipzig, la Ópera de Halle, la Ópera de Astaná, la Ópera de Poznań. la Ópera Nacional Polaca de Varsovia, el Teatro Municipal de Klagenfurt, el festival «Rossini in Wildbad» y el Festival de Eutin.
Al mismo tiempo que se dedica a la ópera, Manasi ha dirigido la Orquesta de la Radio de Múnich, la Orquesta Sinfónica de la SWR, la Orquesta Filarmónica de Helsinki, el Bach-Collegium Stuttgart, la Orquesta Filarmónica Checa, la Niedersächsisches Staatsorchester Hannover, la Orchestra Sinfonica di Roma, la Orchestra Sinfonica Metropolitana di Bari, la Orquesta Sinfónica de Hamburgo, la Kazakh State Philharmonic Orchestra. la Orquestra Sinfônica do Teatro Nacional Claudio Santoro, la Orchestra Sinfonica di Sanremo, la Çukurova Devlet Senfoni Orkestrası, la Orquestra Filarmonia das Beiras, la Orquesta de Cámara de Pforzheim, la Vienna Mozart Orchestra, y la Ploiești Philharmonic Orchestra.
El 8 de diciembre de 2017, dirigió un concierto conmemorativo retransmitido mundialmente para el rey Miguel I de Rumanía con la Orquesta de la Radio Nacional Rumana en Bucarest.
Además de su actividad como director de orquesta, Matthias Manasi también ha actuado como concertista de piano con orquestas como la  Filarmónica de Kiel. El 5 de marzo de 2016, inauguró el "24.º Festival Internacional de las Estrellas de Liepaja" como pianista y director del Concierto para piano n.º 0 de Ludwig van Beethoven con la Orquesta Sinfónica de Liepaja. Manasi también ha actuado como pianista y director con orquestas como la Orquesta Sinfónica del Sur de Arizona y la Orquesta Sinfónica de Rio Grande do Norte. En noviembre de 2009, acompañó a la mezzosoprano Laura Brioli en el piano de cola Steinway de Richard Wagner en un concierto en la Villa Wahnfried de Bayreuth.
El 7 de abril de 2023, el sello Hänssler Classic publicó un nuevo CD con Mattias Manasi como director y la Slovak Sinfonietta con las Sinfonías n.o 34-36 de Mozart.
En enero de 2024 dirigió el Concierto de Año Nuevo de Malasia con la Orquesta Sinfónica de Selangor en Kuala Lumpur.